# Kevin Thomson
Kevin Thomson (* 14. Oktober 1984 in Edinburgh, Schottland) ist ein ehemaliger schottischer Fußballspieler. Er ist mit dem ehemaligen Rangers-Stürmer Steve McLean verwandt.

## Sportlicher Werdegang
In seiner Jugend spielte Thomson bei Peebles Thristle und Hutchison Vale, einem Verein aus seiner Heimatstadt Edinburgh. Sein erster Profiverein war Hibernian Edinburgh, wo er 2003 einen Vertrag unterschrieb. In dieser Zeit förderte Hibernian viele junge Spieler wie Steven Whittaker, Scott Brown oder Derek Riordan. Am Ende der Saison 2003/04 verletzte sich Thomson schwer am Knie und konnte fast ein Jahr kein Fußballspiel mehr bestreiten. Zur Saison 2005/06 feierte Thomson sein Comeback. 2007 wechselte er für eine Ablösesumme von drei Millionen Euro zu den Glasgow Rangers. Thomson war Teil der Elf die 2007/08 im Finale des UEFA-Pokals standen, jedoch mit 0:2 gegen Zenit St. Petersburg verloren. Am 16. Juli 2010 wechselte Thomson für 2 Millionen Pfund zum FC Middlesbrough, wo er verletzungsbedingt nur in 56 Spielen eingesetzt werden konnte. Sein Vertrag mit Middlesbrough wurde am 31. Januar 2013 einvernehmlich gekündigt.
Thomson trainierte daraufhin ab Februar 2013 bei seinem früheren Club Hibernian Edinburgh, wurde aber aufgrund von Budgetfragen erst im Juli unter einen Einjahresvertrag genommen. Nach einem zwischenzeitlichen Transfer wurde Thomson 2014 aus den Vertrag entlassen.
Im Mai 2014 unterschrieb Thomson seinen Vertrag beim FC Dundee, wo er in 18 Monaten 38 Spiele absolvierte und den Verein am 22. Januar 2016 wieder verließ um zum dritten Mal für Hibernian zu spielen. Hier beendete er die Saison 2015/16, wo er mit im schottischen Ligapokalfinale spielte, das Hibernian 2:1 gegen Ross County verlor. Nach nur sechs Monaten bei Hibernian Edinburgh unterschrieb Thomson im Juni 2016 beim FC Tranent Juniors und vereinbarte einen Zweijahresvertrag, den er aber nicht einhielt, sondern schon vier Wochen später kündigte, um sich zukünftig nur noch seinen Medienverpflichtungen zu widmen.

## Erfolge
Glasgow Rangers
- Scottish League Cup: 2007/08
- UEFA-Pokal: Zweiter 2007/08